# Matti Peltola
Matti Peltola né le 3 juillet 2002 à Espoo en Finlande, est un footballeur international finlandais. Il évolue au poste de défenseur central ou de milieu défensif au D.C. United.

## Biographie

### En club
Né à Espoo en Finlande, Matti Peltola déménage en Belgique à l'âge de deux ans, il y découvre le football et apprend notamment à parler français. Il revient dans son pays natal trois ans plus tard et rejoint ensuite le HJK Helsinki où il est formé. Il commence sa carrière avec l'équipe réserve, le Klubi-04.
Le 13 juillet 2021, il joue sa première rencontre de Ligue des champions en match de qualification face au FK Budućnost Podgorica. Il entre en jeu à la place de Filip Valenčič (en) et son équipe s'impose par quatre buts à zéro ce jour-là.
Peltola remporte le premier titre de sa carrière en étant sacré Champion de Finlande en 2021.
Il est sacré Champion de Finlande pour la troisième fois en 2023,.
Le 2 février 2024, Matti Peltola rejoint les États-Unis afin de s'engager en faveur de D.C. United. Il signe un contrat courant jusqu'en décembre 2027 avec une année supplémentaire en option.

### En sélection
Matti Peltola représente l'équipe de Finlande des moins de 17 ans de 2018 à 2019, pour un total de huit matchs joués. Il officie notamment comme capitaine à deux reprises.
En août 2021, Peltola est convoqué pour la première fois avec l'équipe de Finlande espoirs par le sélectionneur Juha Malinen (en). Il joue son premier match avec les espoirs le 3 septembre 2021 contre l'Estonie. Il entre en jeu et son équipe s'impose par trois buts à zéro.
Peltola marque son premier but avec les espoirs le 21 novembre 2023 contre l'Arménie. Titulaire, il participe à la victoire de son équipe par six buts à zéro.
Matti Peltola honore sa première sélection avec l'équipe nationale de Finlande le 12 janvier 2023 contre l'Estonie. Il est titularisé et son équipe s'incline par un but à zéro.

## Palmarès
HJK Helsinki
- Champion de Finlande (3) :
  - Champion : 2021, 2022 et 2023.